# 코슬라다 센트랄역
코슬라다 센트랄 역(스페인어: Coslada Central)은 마드리드 지하철 7호선의 역이다. 마드리드 지방 코슬라다의 파블로 네루다 거리와 프란시스코 하비에르 사우키요 거리 사이에 위치해 있다. 요금구역상으로는 B1구역에 속한다.
지하철 뿐만 아니라 세르카니아스 마드리드의 C2호선과 C7호선이 다니는 코슬라다 역과도 연결된다. 지하철역 바로 지상에 위치해 있어 환승역으로 기능하고 있다.

## 역사
2007년 5월 5일 메트로에스테 구간 개통과 함께 문을 열었다. 역 내부와 승강장에는 라울 디아스 레예스 작가가 작업한 작품 '마드리드에서 천국으로'가 설치되어 있는데, 마드리드의 각기 다른 하늘을 찍은 사진 작품이다.
2014년 7월 19일부터는 에스타디오 메트로폴리타노 역에서부터 오스피탈 델 에나레스 역까지의 전 구간이 시설정비 공사로 운행을 중단하면서 잠시 시종착역이 되었다. 바리오 델 푸에르토 역에서 오스피탈 델 에나레스 역까지 6.5km 길이의 터널 구간에 방수를 적용하는 작업이 주된 이유였다. 공사는 10월 13일에 끝났다.

## 환승 정보
역 주변에 시외버스 정류장이 두 곳 있다.
버스
- 코슬라다 시내버스
  - 2번 (주간)
- 시외버스
  - 280, 287, 289번 (주간)

지하철과 세르카니아스
| 마드리드 지하철                | 마드리드 지하철       | 마드리드 지하철                  |
| ------------------------------ | --------------------- | -------------------------------- |
| 라 람블라 오스피탈 델 에나레스 | 마드리드 지하철 7호선 | 에스타디오 메트로폴리타노 피티스 |
| 세르카니아스 마드리드          |                       |                                  |
| 비칼바로 차마르틴              | C2호선                | 산 페르난도 과달라하라           |
| 비칼바로 푸엔테 데 라 모라     | C7호선                | 산 페르난도 알칼라 데 에나레스   |